# Ivica Žurić
Ivica Žurić (ur. 9 stycznia 1965 w Szybeniku) – chorwacki koszykarz, występujący na pozycji silnego skrzydłowego, reprezentant kraju.

## Osiągnięcia
Na podstawie, o ile nie zaznaczono inaczej.

### Drużynowe
- Mistrz Chorwacji (1993–1997, 2000, 2001)
- Wicemistrz:
  - Pucharu Koracia (1983)[3]
  - Jugosławii (1983)
- Zdobywca Pucharu Chorwacji (1995, 1996, 2001)
- Finalista Pucharu Chorwacji (1994, 1997, 1999)
- Uczestnik międzynarodowych rozgrywek:
  - Euroligi (1992–1994, 1995–1997 – TOP 16, 1994/1995 – ćwierćfinał)
  - Pucharu Koracia (1982/1983, 1983/1984 – TOP 16, 1984/1985 – II runda, 1986/1987 – TOP 16, 1987/1988 – I runda)

### Indywidualne
- MVP:
  - Pucharu Chorwacji (1996)
  - meczu gwiazd ligi chorwackiej (1996)[4]
- Lider strzelców ligi chorwackiej (1998 – 23,2)[5]
- Uczestnik meczu gwiazd ligi chorwackiej (1996)[4]

### Reprezentacja
Seniorska
- Wicemistrz igrzysk śródziemnomorskich (1993)
- Brązowy medalista mistrzostw:
  - świata (1994)[6]
  - Europy (1993, 1995)[7][8]
- Uczestnik kwalifikacji do mistrzostw Europy (1995, 1997)

Młodzieżowe
- Wicemistrz Europy U–18 (1982)[9]
- Brązowy medalista mistrzostw Europy U–18 (1984)[10]